# Will Rogers Jr.
Will Rogers Jr., właśc. William Vann Rogers (ur. 20 października 1911 w Nowym Jorku, zm. 9 lipca 1993 w Tubac) – amerykański polityk, członek Partii Demokratycznej.

## Działalność polityczna
W okresie od 3 stycznia 1943 do rezygnacji 23 maja 1944 przez jedną kadencję był przedstawicielem 16. okręgu wyborczego w stanie Kalifornia w Izbie Reprezentantów Stanów Zjednoczonych.